# Grupo de Artillería de Monte 3

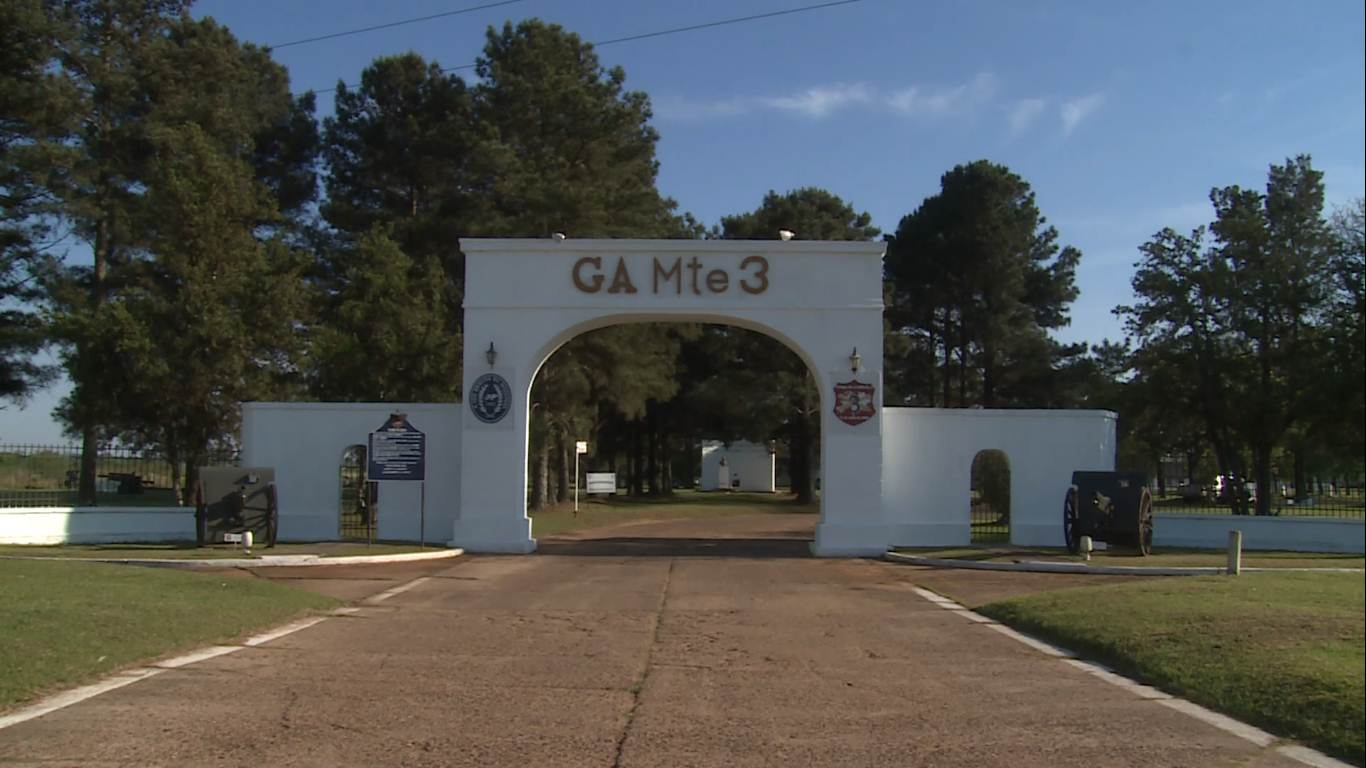
Entrada del cuartel

El Grupo de Artillería de Monte 3 (GAMte 3) es un grupo de artillería del Ejército Argentino con asiento en la Guarnición de Ejército "Paso de los Libres", y perteneciente a la XII Brigada de Monte "Gral. Manuel Obligado", en el marco de la 1.ª División de Ejército "Tte. Gral. Juan Carlos Sánchez".

## Historia
Esta unidad fue creada el 31 de julio de 1890 a partir del Regimiento de Artillería de Costa, con el nombre de Regimiento N.º 3 de Artillería Ligera. Su primer jefe fue el teniente coronel Carlos Sarmiento.
En 1975 participó en el operativo Independencia, combatiendo contra las organizaciones armadas irregulares en la provincia de Tucumán. En esta intervención murió el cabo primero Julio César Campos.

### Guerra de las Malvinas
El 3 de abril de 1982, al inicio de la guerra de las Malvinas, el jefe del GA 3, teniente coronel Martín Balza, recibió la orden del comandante de la III Brigada de Infantería de adoptar previsiones. La misión del GA 3 era dar apoyo de fuego directo a los movimientos del Ejército Argentino; el Teniente Coronel Martín Balza asumió el mando y coordinación de la artillería de campaña en las islas.La unidad partió en ferrocarril el 9 de abril con destino a San Antonio Oeste. El 11 de abril, el tren llegó a la estación Martín Coronado, donde la unidad se cambió a otro tren para continuar. A mitad de camino, el grupo recibió la orden de dirigirse a Ingeniero White para recibir nuevas órdenes. Al día siguiente, arribó su nuevo destino y marchó por sus propios medios a la Base Aeronaval Comandante Espora, para cruzar a las Malvinas.En ese momento, la unidad estaba compuesta por cuatro jefes, 33 oficiales, 73 suboficiales y 300 soldados. Se completaron los cuadros de la unidad con dos jefes, 13 oficiales, seis subtenientes en comisión del Colegio Militar de la Nación, 21 suboficiales y 21 cabos en comisión de la Escuela de Suboficiales Sargento Cabral y de la Escuela de los Servicios para Apoyo de Combate. Luego, se sumó la Batería «C», organizada por la Escuela de Artillería. 
La unidad se compuso por 18 cañones OTO Melara Modelo 56 de 105 mm de calibre. Las Baterías A y B se emplazaron al sur de Puerto Argentino/Stanley y la C se asentó cerca de los cuarteles de Arroyo Caprichoso. El Grupo se compuso de 249 hombres: 30 oficiales, 69 suboficiales y 160 soldados.Un equipo al mando del Teniente Ramos realizó la observación avanzada (OAV), ayudado por el Subteniente Tedesco en monte Harriet. Se enviaron al Mayor Nani y al Capitán Fox como enlaces de artillería en los puestos de mando del Regimiento de Infantería 7 en el cerro Wireless y del Regimiento de Infantería 4 en el monte Harriet respectivamente.
La Batería C, al mando del Teniente Primero Tessey, se conformó el 27 de abril con ocho cañones: seis propios y dos cedidos por el Grupo de Artillería Aerotransportado 4.La Batería B, al mando del Teniente Primero Navone, ejecutó la primera acción de fuego de artillería de la guerra, el 27 de abril a las 21:35 horas, cuando disparó 160 proyectiles en fuego convergente a la bahía de Puerto Enriqueta, ante una posible incursión anfibia británica, probablemente una patrulla de reconocimiento del Special Boat Squadron. Esta incursión fue detectada por el radar terrestre RASIT del Regimiento de Infantería 3.
El 14 de mayo, aterrizaron en Stanley, dos cañones CITER 155 mm, pertenecientes al Grupo de Artillería 101, para sumarse al GA 3. Las piezas se encargaron de disparar contra los buques británicos que cañoneaban las posiciones en torno a la capital.
En Junio, un grupo de militares de la Armada Argentina al mando del capitán Julio Pérez llegó a Malvinas con un lanzador de misiles Exocet MM 38 para fungir como artillería de costa. El GA 3 apoyó al lanzador naval con su radar RASIT. En la noche del 11 al 12 de junio, un misil hizo blanco en el destructor HMS Glamorgan, causando 14 muertos y 12 heridos.
La unidad también prestó apoyo de fuego a los ataques de las fuerzas comando argentinas, agrupadas en las Compañías de Comandos 601 y 602.Durante la batalla del monte Longdon —11-12 de junio de 1982—, el Grupo 3 realizó nuevamente apoyo de fuego disparando contra los británicos que asaltaban el monte citado. Allí murió un observador de artillería del GA 3, teniente Alberto Ramos.Posteriormente la unidad también perdería al cabo primero Ángel Fidel Quispe, muerto por fuego de artillería. Resultaron heridos 2 oficiales, 6 suboficiales y 12 soldados. También, 6 artilleros de la dotación de los cañones de 155 mm salieron heridos.Finalmente, durante las horas finales de la batalla por Puerto Argentino, el GA 3 cubrió la retirada del BIM5.
Los británicos capturaron las cuatro piezas CITER 155 mm.

### Desde la década de 1980
En 1992, la Escuela de Artillería estableció su base en el Grupo de Artillería 3, y la unidad correntina cambió su organización a Grupo de Artillería 3-Escuela recibiendo armamento adicional, a saber: lanzacohetes SLAM Pampero, cañones CITER 155 mm y vehículos VCA Palmaria.